# Rivière La Quinte
La rivière La Quinte est un cours d'eau qui coule à Haïti dans le département de l'Artibonite  et l'arrondissement des Gonaïves. Elle rejoint la baie des Gonaïves et le golfe de la Gonâve en aval de la ville des Gonaïves.

## Géographie
La rivière La Quinte prend sa source dans les contreforts du massif du Nord. Le cours d'eau se dirige vers l'Ouest, puis vers le sud-ouest et s'écoule en aval vers la ville portuaire des Gonaïves qu'elle traverse avant de se jeter dans le golfe de la Gonâve par l'intermédiaire de la baie de Gonaïves.
La rivière La Quinte reçoit les eaux de plusieurs affluents importants, la rivière Bayonnais, la rivière d'Ennery, la rivière Tête source et la rivière La Branle. Lors des cyclones, tel que l'ouragan Jeanne de 2004 (3 000 morts aux Gonaïves), de graves inondations surviennent en raison des précipitations importantes et des crues qui s'ensuivent. Les dégâts et l'importance des pertes en vies humaines imposent au gouvernement d'Haïti la réalisation de plusieurs projets de réhabilitation de la rivière la Quinte (Renforcement des berges, curage, élargissement du lit, canalisation, etc.) et reboisement afin de ralentir l'érosion des sols du massif du Nord.

## Galerie

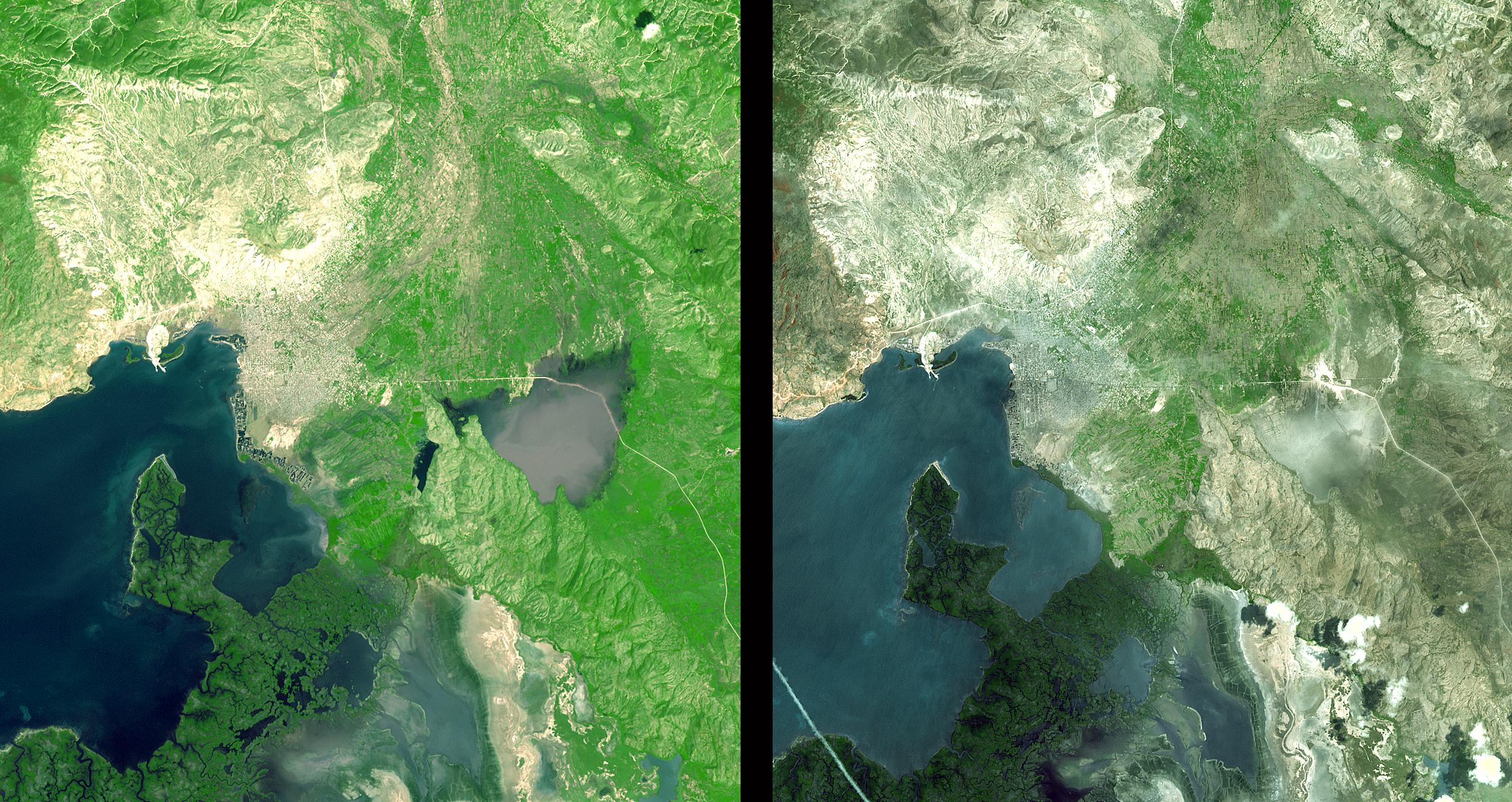
Les Gonaïves avant et après l'ouragan Jeanne.
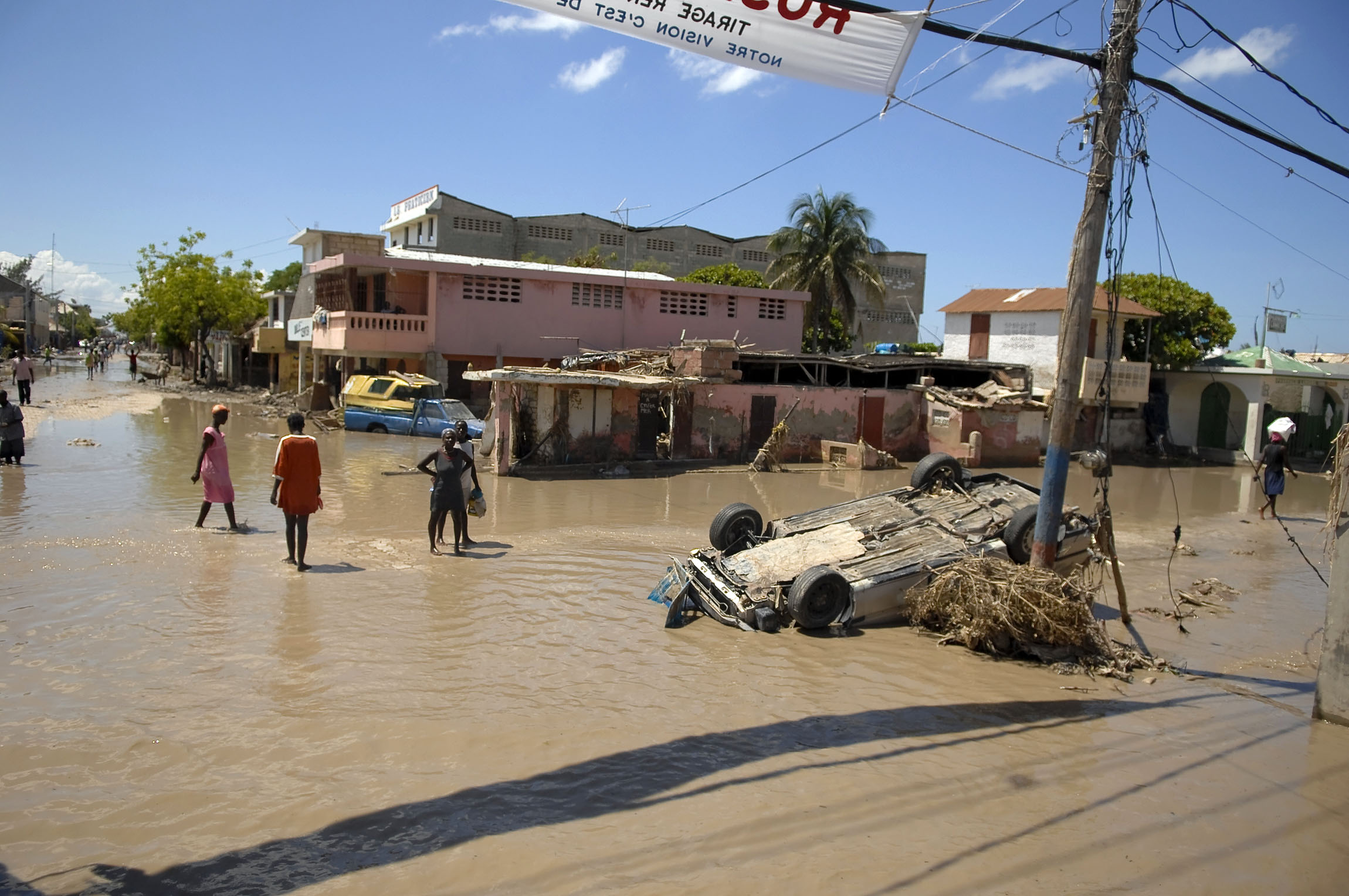
Les Gonaïves après le passage du cyclone Jeanne.